# Budynek przy ul. Żeglarskiej 7 w Toruniu
Budynek przy ul. Żeglarskiej 7 w Toruniu – późnogotycka kamienica wybudowana prawdopodobnie na przełomie XV i XVI wieku, położona przy ul. Żeglarskiej w Toruniu, na terenie Starego Miasta. Obecnie siedziba Muzeum Diecezjalnego.

## Historia
Kamienica została wzniesiona przypuszczalnie w 2. poł. XV wieku lub w I poł. XVI wieku. Do 1601 roku była to siedziba odwachu. Nie wiadomo, jak nazywali się pierwsi właściciele kamienicy. Najstarszym znanym właścicielem budynku był Johann Meisnner, syn burmistrza Torunia Jakuba. Rodzina Meisnnerów była właścicielem gmachu do lat 20. XIX wieku.
W XVII i XVIII wieku wnętrzu nadano wystrój manierystyczny i barokowy. W latach 20. XX wieku w kamienicy mieściła się m.in. restauracja, Hurtownia Towarów Kolonialnych, Fabryka Cukierków S. Skonieckiego, Składnica Skór, wytwórnia pomocy szkolnych. Po II wojnie światowej znajdował się tam zakład szklarski, od lat 60. Biblioteka Wojskowa. W latach 70. na parterze ulokowano filię Książnicy Miejskiej, czasowo na I piętrze mieściła się również siedziba Orkiestry Kameralnej. W pozostałych piętrach mieściły się mieszkania. W latach 90. i na pocz. XXI wieku bezskutecznie próbowano sprzedać niszczejącą kamienicę.
W 2003 roku władze Torunia sprzedały budynek spółce Spes (wydawcy Naszego Dziennika). Właścicielem kamienicy została również fundacja Nasza Przyszłość, związana z o. Tadeuszem Rydzykiem. Fundacja planowała adaptować budynek na Dom Polonijny. Ostatecznie kamienicę kupiła diecezja toruńska z zamiarem zaadaptowania budynku na muzeum. Kamienica została poddana remontowi w latach 2009–2014. Muzeum zostało otwarte w czerwcu 2014 roku, a pierwszą ekspozycję oddano 20 grudnia 2014 roku.

## Architektura
Na parterze mieści się polichromowany strop belkowy, kręcona drewniana klatka schodowa. Dawniej klatkę zdobiła figura rycerza rzymskiego, pochodząca z ok. 1740 roku. Figura obecnie znajduje się w Muzeum Okręgowym. W 1994 roku odkryto na polichromie dekorację roślinne, pochodzące z XVIII wieku. W podziemiach tylnego traktu kamienicy wyeksponowano zabytkową studnie, zbudowaną w średniowieczu. Budynek poddano generalnemu remontowi w latach 2009–2014. Podczas remontu kamienicę przystosowano dla osób niepełnosprawnych ruchowo.

## Muzeum Diecezjalne
Od 2014 roku w budynku mieści się Muzeum Diecezjalne, gdzie znajdują się dzieła sztuki o tematyce religijnej i świeckiej, pochodzące z kościołów w Toruniu i w diecezji toruńskiej. Wśród eksponatów znajduje się m.in. obraz Cud nad Wisłą Jerzego Kossaka, 14 przedmiotów przechowywanych wcześniej w Muzeum Diecezjalnym w Pelplinie, średniowieczne krzyże relikwiarzowe, monstrancje i gotycki obraz Madonny z dzieciątkiem z kościoła św. Jakuba w Toruniu, XVI-wieczny zespół rzeźb polichromowanych Modlitwa w Ogrójcu z Lubawy, a także inne eksponaty pochodzące z kościołów w Nowym Mieście Lubawskim, Mikołajkach, Boleszynie i Grodzicznie. Pierwszym dyrektorem muzeum był ks. Jacek Kwiatkowski zmarły w 2016 roku.